# Escut de Fortià
L'escut oficial de Fortià té el següent blasonament:
Escut caironat partit: 1r. faixat d'or i de gules; 2n. d'argent, 2 faixes de sable. Per timbre una corona mural de poble.

## Història
Va ser aprovat el 23 de gener de 1989 i publicat al DOGC el 3 de febrer del mateix any amb el número 1102.
La primera partició mostra les armes dels comtes (faixat d'or i de gules), mentre que a la segona hi ha les armes dels senyors de castell local, els Fortià (dues faixes de sable sobre camper d'argent).